# Missillac
 Missillac  es una población y comuna francesa, situada en la región de Países del Loira, departamento de Loira Atlántico, en el distrito de Saint-Nazaire y cantón de Saint-Gildas-des-Bois.

## Demografía
| 3585 | 3652 | 3687 | 3883 | 3915 | 3813 |
| Para los censos de 1962 a 1999 la población legal corresponde a la población sin duplicidades (Fuente: INSEE [Consultar]) |      |      |      |      |      |